# Centrochthonius kozlovi
Centrochthonius kozlovi är en spindeldjursart som först beskrevs av Vladimir V. Redikorzev 1918.  Centrochthonius kozlovi ingår i släktet Centrochthonius och familjen käkklokrypare. Inga underarter finns listade i Catalogue of Life.